# Doris Merrick
Pour les articles homonymes, voir Merrick.
Doris Roberta Simpson dite Doris Merrick est une actrice américaine née le 6 juin 1919 à Chicago, Illinois (États-Unis), et morte le 30 novembre 2019 à Yuma (Arizona).

## Filmographie
- 1942 : Girl Trouble : Susan
- 1942 : That Other Woman : Irene
- 1942 : Time to Kill d'Herbert I. Leeds : Linda Conquest Murdock
- 1943 : Le Ciel peut attendre (Heaven Can Wait) : Night Nurse
- 1944 : Ladies of Washington : Amy
- 1944 : Le Grand Boum (The Big Noise) : Evelyn
- 1944 : In the Meantime, Darling : Mrs. MacAndrews
- 1945 : Sensation Hunters (en) de Christy Cabanne : Julie Rogers
- 1945 : Notre cher amour (This Love of Ours) : Vivian
- 1945 : Hit the Hay : Sally
- 1946 : Child of Divorce : Louise Norman
- 1947 : The Pilgrim Lady : Millicent Rankin
- 1948 : The Counterfeiters (en) de Peter Stewart (Sam Newfield) : Margo
- 1950 : The Fighting Stallion : Jeanne Barton
- 1952 : Untamed Women : Sandra
- 1953 : The Neanderthal Man : Ruth Marshall
- 1955 : Mélodie interrompue (Interrupted Melody) : Nurse